# Musée des Arts et Métiers
Musée des Arts et Métiers er et museum i Paris, der huser samlingerne af Conservatoire national des arts et métiers, som blev grundlagt i 1794 som et depot til beskyttelse af videnskabeligt udstyr og opdagelser.
Siden grundlæggelsen har museet haft til huse i klosteret Saint-Martin-des-Champs på rue Réaumur i det 3. arrondissement i Paris. I øjeblikket har museet, som gennemgik større renoveringer i 1990, et anneks ved siden af klostret, med store genstande tilbage i selve klostret.
Museet har omkring 80.000 genstande og 15.000 malerier i sin samling, heraf 40.000 i Paris. Blandt samlingen er en original version af Foucaultpendul.
Dette museum optræder i skriftlige værker såsom klimascenen i romanen Foucaultpendul af Umberto Eco.
Museet kan tilgås via Arts et Métiers-stationen i Paris Metro.